# Alex Shackell
Alexandra Shackell (Carmel, 13 de novembro de 2006) é uma nadadora estadunidense.

## Carreira
Alex Shackell ganhou quatro medalhas de ouro no Campeonato Pan-Pacífico Júnior de 2022. Além de três medalhas de revezamento, ela também conquistou os 100 metros borboleta. Ela ficou em terceiro lugar nos 200 metros borboleta.
Em 2023, no Campeonato Mundial em Fukuoka, a equipe de revezamento 4 x 200 metros livre com Anna Peplowski, Alex Shackell, Erin Gemmell e Leah Smith nadou o tempo mais rápido. Na final, Erin Gemmell, Katie Ledecky, Bella Sims e Alex Shackell terminaram cinco segundos antes da equipe de revezamento preliminar. O quarteto norte-americano ficou em segundo lugar, quase quatro segundos atrás dos australianos e três segundos à frente do terceiro colocado chinês. Todos os seis nadadores dos Estados Unidos envolvidos receberam uma medalha de prata.
Nos Jogos Olímpicos de 2024 em Paris, Shackell competiu inicialmente nos 200 metros borboleta. Ela chegou à final e ficou em sexto lugar, mais de dois segundos e meio atrás do ranking de medalhas. A equipe de revezamento 4x200 metros livre composta por Anna Peplowski, Erin Gemmell, Simone Manuel e Alex Shackell se classificou para a final com o quarto melhor tempo. Na final, Claire Weinstein, Paige Madden, Katie Ledecky e Erin Gemmell ficaram em segundo lugar, quase três segundos atrás do revezamento australiano e um segundo e meio à frente dos chineses. No revezamento medley, Katharine Berkoff, Emma Weber, Alex Shackell e Kate Douglass chegaram à final com o quarto tempo mais rápido. Na final, Regan Smith, Lilly King, Gretchen Walsh e Torri Huske nadaram um novo recorde mundial em 3m49,63 minutos e ficaram três segundos e meio à frente das australianas.